# Запись концерта 19.11.04
«Запись концерта 19.11.04» — второй концертный альбом Андрея Лысикова, более известного как Дельфин. Концерт был записан в московском клубе «16 тонн» 12 ноября 2004 года, но запись известна всем как 19.11.04, что не является верным. По каким-то причинам дата концерта была изменена и никакие комментарии по этому поводу со стороны группы и лейбла не произносились. Концерт проходил при участии Дельфина, его гитариста Павла Додонова, его бывшего звукорежиссёра Антона Королёва и главного техника и мастера по аппаратуре — Володи aka Вольдемара. В запись вошли все песни с альбома «Звезда» (кроме песен «Облака», «MDMA» и «Глаза»), а также песни «Июнь», «Тебя», «Надежда», «Любовь» и «Собака» и радиоверсия песни «Романс». Идея оформления альбома принадлежит Дельфину, который использовал в оформлении фотографии, сделанные Василием Кудрявцевым.

## Список композиций
1. Сумерки — 5:20
2. Серебро — 5:00
3. Чужой — 4:48
4. Июнь — 5:25
5. Тебя — 4:30
6. Имя — 5:20
7. Весна — 4:40
8. Надежда — 5:20
9. Любовь — 5:00
10. Звезда — 5:50
11. Киберпанк — 2:07
12. Тоска — 3:30
13. Собака — 4:45
14. Романс — 3:45
15. Романс (радиоверсия)